# Le Vibrazioni II
Le Vibrazioni II è il secondo album del gruppo musicale Le Vibrazioni, pubblicato da BMG nel 2005 durante il periodo Sanremese ed è subito disco d'oro. Dall'album viene estratto il singolo Aspettando per promuovere la campagna della Lega del Cane contro l'abbandono. Nel 2024 il video animato del brano Sfondo Giallo è una citazione voluta alla tematica della campagna. 
L'album contiene Ovunque andrò, brano presentato al Festival di Sanremo del 2005 e classificatosi 2º nella categoria Gruppi.

## Il disco
All'interno dell'album sono raffigurate le sagome dei membri della band, delle loro famiglie e degli amici, tra i quali Emanuele Gardossi che entrerà nella band dopo la realizzazione di Officine meccaniche. Il disegno ricorda molto la copertina di Sgt. Pepper's Lonely Hearts Club Band dei Beatles, band ammirata dal gruppo. La parte superiore del CD riproduce quella di un vinile, attestando ancora una volta l'affinità del gruppo a correnti artistiche anni settanta.

## Tracce
Testi e musiche di Francesco Sarcina, eccetto dove indicato.
1. Aspettando – 3:30
2. Angelica – 3:37
3. Sensazioni – 2:40
4. Raggio di sole – 2:35
5. Immagina – 2:33
6. Lisergica – 3:00 (musica: Francesco Sarcina e Marco Castellani)
7. Musa – 4:27
8. Ogni giorno ad ogni ora – 3:22
9. In un mondo diverso – 3:58
10. Sanguinaria – 3:19
11. Ovunque andrò – 3:43
12. I desideri delle anime dannate – 5:06
13. L'angolo buio – 4:20
14. …E non aver paura di vivere – 4:13
15. Alice nel Paese delle Meraviglie – 6:55 – traccia fantasma

Durata totale: 57:18

## Formazione
- Francesco Sarcina: voce, chitarra
- Marco Castellani: basso
- Stefano Verderi: chitarre
- Alessandro Deidda: batteria

## Singoli estratti
- Raggio di sole
- Ovunque andrò
- Angelica
- Aspettando
- Ogni giorno ad ogni ora

## Classifiche

### Classifiche settimanali
| Classifica (2005) | Posizione massima |
| ----------------- | ----------------- |
| Italia            | 3                 |

### Classifiche di fine anno
| Classifica (2005) | Posizione |
| ----------------- | --------- |
| Italia            | 50        |